# Sang a la lluna
 Sang a la lluna  (en anglès original: Blood on the Moon) és una pel·lícula estatunidenca dirigida per Robert Wise, estrenada el 1948 i doblada al català Va ser rodada a Califòrnia i algunes de les fotografies més panoràmiques, a Red Rock Crossing, Sedona, Arizona. La pel·lícula està basada en la novel·la Gunman's Chance de Luke Short.

## Argument
De camí cap a Texas, Jim Garry és detingut pels homes del criador John Lufton en lluita contra els grangers que impedeixen al seu bestiar sortir de la reserva índia on amenaça ser confiscat per l'exèrcit. Sense estar convençut però de la neutralitat de Jim, Lufton el deixa marxar... De fet, Jim ha estat contractat com a home de confiança pel seu vell amic Rilling que ha combinat un pla astut amb l'agent dels assumptes indis Pindalest per apropiar-se dels animals de Lufton a baix preu. Rilling és ajudat en les seves maquinacions per la mateixa filla gran de Lufton, Carol, que està enamorada d'ell i no sospita l'objectiu que persegueix el seu amant...

## Repartiment
- Robert Mitchum: Jim Garry
- Barbara Bel Geddes: Amy Lufton
- Robert Preston: Tate Riling/Jacques
- Walter Brennan: Kris Barden
- Phyllis Thaxter: Carol Lufton
- Tom Tully: John Lufton
- Charles McGraw: Milo Sweet
- Tom Tyler: Frank Reardon

## Crítica
The New York Times va fer una bona crítica de la pel·lícula i va elogiar l'actuació de Robert Mitchum i el guió de Lilly Hayward. La pel·lícula també va rebre uns comentaris favorables per part de la revista Variety.